# Cessna 152
Cessna 152 är ett tvåsitsigt högvingat flygplan i helmetallkonstruktion från det amerikanska företaget Cessna Aircraft Company.
Modellen som är en vidareutveckling av Cessna 150 tillverkades i över 7 000 exemplar mellan 1978 och 1985.

De största skillnaderna är att Cessna 152 utrustades med en fyrcylindrig motor på 110 hästkrafter av märket Lycoming och mindre klaffutslag samt ett landställ som liknar Cessna 172.